# Mamoudou Athie
Mamoudou Athie (Nouakchott, 25 luglio 1988) è un attore mauritano naturalizzato statunitense.

## Biografia
Athie è nato in Mauritania, figlio di un diplomatico che ha richiesto asilo politico quando Athie aveva sei mesi. È cresciuto a New Carrollton, nel Maryland. Ha studiato recitazione alla William Esper Studio e successivamente alla Yale School of Drama. Ha debuttato nel 2015 con un piccolo ruolo nel film Experimenter di Michael Almereyda. Negli anni successivi ha recitato in film come The Circle e The Front Runner - Il vizio del potere. Ha recitato nella serie televisiva di Netflix The Get Down, dove ha interpretato il ruolo ricorrente di Grandmaster Flash.
Nel 2018 fa parte del cast della serie televisiva Sorry for Your Loss. Nel 2020 interpreta il ruolo del protagonista nel film Ritrova te stesso, prodotto dalla BlumHouse Productions e distribuito da Prime Video. Nel 2022 ricopre il ruolo di protagonista nella serie Netflix Archive 81, in cui si trova a indagare un misterioso culto (ispirato al mondo letterario di H.P. Lovecraft) in bilico tra mondi e tempi paralleli. Nello stesso anno compare anche in un ruolo marginale nel film Jurassic World - Il dominio. Nel 2023 partecipa come doppiatore al film Pixar Elemental.

## Filmografia

### Cinema
- Experimenter, regia di Michael Almereyda (2015)
- Jean of the Joneses, regia di Stella Meghie (2016)
- Patti Cake$, regia di Geremy Jasper (2017)
- One Percent More Humid, regia di Liz W. Garcia (2017)
- The Circle, regia di James Ponsoldt (2017)
- Unicorn Store, regia di Brie Larson (2017)
- The Front Runner - Il vizio del potere (The Front Runner), regia di Jason Reitman (2018)
- Underwater, regia di William Eubank (2020)
- Il sommelier (Uncorked), regia di Prentice Penny (2020)
- Ritrova te stesso (Black Box), regia di Emmanuel Osei-Kuffour (2020)
- Jurassic World - Il dominio (Jurassic World: Dominion), regia di Colin Trevorrow (2022)
- Kinds of Kindness, regia di Yorgos Lanthimos (2024)

### Televisione
- Madam Secretary – serie TV, 1 episodio (2015)
- Me & Mean Margaret – film TV (2016)
- The Get Down – serie TV, 8 episodi (2016-2017)
- The Detour – serie TV, 11 episodi (2017)
- Sorry for Your Loss – serie TV, 10 episodi (2018)
- Archive 81 - Universi alternativi – serie TV, 8 episodi (2022)

### Doppiatore
- Elemental, regia di Peter Sohn (2023)
- Il ragazzo e l'airone (Kimi-tachi wa dō ikiru ka), regia di Hayao Miyazaki (2023)[3]

## Doppiatori italiani
Nelle versioni in italiano dei suoi film, Mamoudou Athie è stato doppiato da:
- Emanuele Ruzza in Il sommelier, Jurassic World - Il dominio, The Burial - Il caso O'Keefe
- Luca Mannocci in Underwater, The Get Down, Kinds of Kindness
- Flavio Aquilone in Patti Cake$, Unicorn Store
- Manuel Meli in The Front Runner - Il vizio del potere
- Gabriele Vender in Ritrova te stesso
- Alessandro Campaiola in Archive 81 - Universi alternativi

Da doppiatore è sostituito da:
- Stefano De Martino in Elemental